# Ofonime Odiong
Edidiong Ofonime Odiong (ur. 13 marca 1997) – bahrajńska lekkoatletka specjalizująca się w biegach sprinterskich. Do końca 2014 roku reprezentowała Nigerię.
W 2013 triumfowała w biegu na 400 metrów podczas mistrzostw afryki juniorów młodszych oraz była piąta na światowym czempionacie w tej kategorii wiekowej. Szósta zawodniczka mistrzostw świata juniorów w Eugene (2014).
Po zmianie barw narodowych zdobyła złoto mistrzostw panarabskich (2015). W tym samym roku sięgnęła po złoto (w biegu na 200 metrów) i brąz (w sztafecie 4 × 400 metrów) na światowych wojskowych igrzysk sportowych. W 2016 została mistrzynią świata juniorów w biegu na 200 metrów oraz osiągnęła półfinał igrzysk olimpijskich w Rio de Janeiro. Półfinalistka biegu na 200 metrów podczas światowego czempionatu w Londynie (2017).

## Osiągnięcia
| Rok                   | Impreza                               | Miejsce               | Konkurencja           | Lokata                | Wynik                 |
| Reprezentacja Nigeria | Reprezentacja Nigeria                 | Reprezentacja Nigeria | Reprezentacja Nigeria | Reprezentacja Nigeria | Reprezentacja Nigeria |
| --------------------- | ------------------------------------- | --------------------- | --------------------- | --------------------- | --------------------- |
| 2013                  | Mistrzostwa Afryki juniorów młodszych | Warri                 | bieg na 400 m         | 1. miejsce            | 54,46                 |
| 2013                  | Mistrzostwa świata juniorów młodszych | Donieck               | bieg na 400 m         | 5. miejsce            | 54,14                 |
| 2014                  | Mistrzostwa świata juniorów           | Eugene                | bieg na 400 m         | 6. miejsce            | 54,06                 |
| 2014                  | Mistrzostwa świata juniorów           | Eugene                | sztafeta 4 × 400 m    | 5. miejsce            | 3:35,14               |
| Reprezentacja Bahrajn |                                       |                       |                       |                       |                       |
| 2015                  | Mistrzostwa panarabskie               | Manama                | bieg na 200 m         | 1. miejsce            | 22,98w                |
| 2015                  | Światowe wojskowe igrzyska sportowe   | Mungyeong             | bieg na 200 m         | 1. miejsce            | 23,18w                |
| 2015                  | Światowe wojskowe igrzyska sportowe   | Mungyeong             | sztafeta 4 × 400 m    | 3. miejsce            | 3:32,62               |
| 2016                  | Mistrzostwa świata juniorów           | Bydgoszcz             | bieg na 200 m         | 1. miejsce            | 22,84                 |
| 2016                  | Igrzyska olimpijskie                  | Rio de Janeiro        | bieg na 200 m         | półfinał              | 22,84                 |
| 2017                  | Igrzyska solidarności islamskiej      | Baku                  | bieg na 200 m         | 1. miejsce            | 22,95                 |
| 2017                  | Igrzyska solidarności islamskiej      | Baku                  | sztafeta 4 × 100 m    | 1. miejsce            | 44,98                 |
| 2017                  | Igrzyska solidarności islamskiej      | Baku                  | sztafeta 4 × 400 m    | 1. miejsce            | 3:32,96               |
| 2017                  | Mistrzostwa świata                    | Londyn                | bieg na 200 m         | półfinał              | 23,24                 |
| 2018                  | Igrzyska azjatyckie                   | Dżakarta              | bieg na 100 m         | 1. miejsce            | 11,30                 |
| 2018                  | Igrzyska azjatyckie                   | Dżakarta              | bieg na 200 m         | 1. miejsce            | 22,96                 |
| 2018                  | Igrzyska azjatyckie                   | Dżakarta              | sztafeta 4 × 100 m    | 1. miejsce            | 42,73                 |
| 2018                  | Igrzyska azjatyckie                   | Dżakarta              | sztafeta 4 × 400 m    | 2. miejsce            | 3:30,61               |
| 2018                  | Puchar interkontynentalny             | Ostrawa               | bieg na 200 m         | 5. miejsce            | 22,62                 |
| 2019                  | Mistrzostwa Azji                      | Doha                  | bieg na 200 m         | 4. miejsce            | 23,24                 |
| 2019                  | Mistrzostwa Azji                      | Doha                  | sztafeta 4 × 100 m    | 3. miejsce            | 43,61                 |
| 2019                  | Światowe wojskowe igrzyska sportowe   | Wuhan                 | bieg na 100 m         | 7. miejsce            | 11,94                 |
| 2019                  | Światowe wojskowe igrzyska sportowe   | Wuhan                 | bieg na 200 m         | 6. miejsce            | 23,82                 |
| 2019                  | Światowe wojskowe igrzyska sportowe   | Wuhan                 | sztafeta 4 × 100 m    | 3. miejsce            | 44,24                 |
| 2022                  | Mistrzostwa świata                    | Eugene                | bieg na 100 m         | półfinał              | 11,56                 |
| 2022                  | Mistrzostwa świata                    | Eugene                | bieg na 200 m         | półfinał              | 23,31                 |
| 2023                  | Igrzyska azjatyckie                   | Hangzhou              | bieg na 100 m         | 6. miejsce            | 11,54                 |
| 2023                  | Igrzyska azjatyckie                   | Hangzhou              | bieg na 200 m         | 3. miejsce            | 23,48                 |
| 2023                  | Igrzyska azjatyckie                   | Hangzhou              | sztafeta 4 × 100 m    | dyskwalifikacja       | N/A                   |

## Rekordy życiowe
- Bieg na 100 metrów – 11,05 (2022)
- Bieg na 200 metrów – 22,43 (2022)
- Bieg na 400 metrów – 53,55 (2014)

W 2018 w Dżakarcie Odiong weszła w skład bahrajńskich sztafet 4 × 100 metrów oraz 4 × 400 metrów, która wynikami 42,73 oraz 3:30,61 ustanowiła aktualny rekord Bahrajnu w tych konkurencjach.